# Arabidopsis croatica
Arabidopsis croatica är en korsblommig växtart som först beskrevs av Heinrich Wilhelm Schott, Carl Fredrik Nyman och Karl Theodor Kotschy, och fick sitt nu gällande namn av O'kane och Al-shehbaz. Arabidopsis croatica ingår i släktet backtravar, och familjen korsblommiga växter. Inga underarter finns listade i Catalogue of Life.